# Fender Swinger
Modeli Fender Swinger su električne gitare koje je Fender proizvodio od 1965. – 1969. godine. Unatoč relativno kratkom periodu proizvodnje, i iako obično logo znak nije u pravilu otisnut na glavi gitare, misli se na par određenih modela električnih gitara proizvedenih i objedinjenih pod jednim nazivom - "Swinger".  To su modeli: Fender Musiclander, i Fender Arrow. Općenito, model "Swinger" je nastao kao pokušaj korporacije CBS (kupili 1965. godine tvrtku Fender ) da transparentno ukombinira nekorištene ostatake materijala (tijelo gitare) propalog Fender Bass V, s dijelovima Fender Musicmaster i Fender Custom (odnosno Maverick) modela gitare. Unatoč tome što su modeli "Swinger" prodavani kao jeftiniji, nepopularniji modeli, ipak su ih koristili i neki od poznatih glazbenika, poput: Ben Kwellera, na svome istoimenom albumu 2006. godine, ili Tine Weymouth u nastupima u živo s američkom rock grupom Talking Heads. I Jimmy Page u rock sastavu Led Zeppelin je koristio modificirani (humbucker elektromagnet u sredini tijela gitare) model "Swinger" gitare.

Napomena: kao što je spomenuto modeli "Swinger" dizajnirani su od viška dijelova drugih modela, tako da pojedini ugrađeni dijelovi mogu biti stariji od datuma proizvodnje kompletnog modela. Na primjer, vrat gitare može biti proizveden 1966., a da bude ugrađen u model tek pri kraju proizvodnje 1969. godine. Neke procjene govore da se proizvelo samo 250. – 300tinjak modela Swinger gitara.

## Vanjske poveznice
- "Fender Swinger na thisoldguitar.com"[neaktivna poveznica]
- Fender Swinger - enciklopedija info"  Arhivirana inačica izvorne stranice od 4. ožujka 2016. (Wayback Machine)